# C. M. Eddy Jr.
Clifford Martin Eddy Jr. (C. M. Eddy Jr.; 18 de enero de 1896 – 21 de noviembre de 1967) fue un autor estadounidense de relatos cortos de terror y misterio. Es recordado por su trabajo publicado en la revista Weird Tales y su amistad con H. P. Lovecraft.

## Carrera
Eddy nació en Providence, Rhode Island, el 18 de enero de 1896. Estudió en el Classical High School en Providence, y fue desde niño un precoz lector y escritor. Continuaría siendo el resto de su vida un ávido lector y escritor, interesado en la mitología y el ocultismo. Según su esposa Muriel, "Cliff siempre estuvo interesado en la idea de las dimensiones paralelas -donde la vida en otro nivel, ya sea astral o de otro tipo, sería similar a la de la tierra- o donde podría existir la vida, pero en otro tiempo u otra forma. También estaba fascinado por los temas de teleportación, vampirismo, fantasmas y el misterio de los fenómenos inexplicados... Se pasaba horas en la biblioteca investigando lo inusual, lo único, lo extraño.".

### Escritor de terror
Empezó su carrera escribiendo relatos para una amplia gama de revistas pulp como Weird Tales, Munsey's Magazine, y Snappy Stories. Su primer cuento publicado, "Sign of the Dragon" (Mystery Magazine, 1919), era una historia de detectives. (En octubre de 2012 fue publicado para e-book.)
Varios cuentos de misterio, fantasmas, y canciones (él mismo escribió canciones, incluyendo "When We Met by the Blue Lagoon", "In My Wonderful Temple of Love", "Dearest of All", "Underneath the whispering Pine", "Sunset Hour", y "Hello Mister Sunshine (Goodbye, Mister Rain)"), continuaron apareciendo hasta 1925 en varias revistas. Incluyeron "A Litle Bit of Good Luck" (una historia sobre la composición de canciones), Munsey's Magazine, 1920; "Moonshine" (una historia de fantasmas), Action Stories, 1922; "The Unshorn Lamb" (otra historia sobre composición) Snappy Stories, 1922. Algunas historias escritas entonces permanecieron inéditas: "Pilgrimage of Peril", "The Vengeful Vision" y "A Solitary Solution" (todas de 1924) hasta que fueron recogidas y publicadas en Exit Into Eternity (1973).

### Amistad con H.P. Lovecraft
El primer contacto de los Eddy con H. P. Lovecraft ocurrió en 1918; se conocieron en persona en agosto de 1923, según Muriel, la esposa de Eddy, fueron presentados por las madres de Eddy y Lovecraft, quienes eran ambas activas en el movimiento del sufragio femenino.
Lovecraft visitó con frecuencia la casa de los Eddy en Second Street en East Providence, y luego los siguió visitando en su casa en la sección Fox Point. Eddy era miembro del círculo íntimo de autores y amigos de Lovecraft, y ambos se editaban trabajos entre ellos. Los dos autores fueron también escritores fantasma para el mago y escapista Harry Houdini. Juntos prepararon El Cáncer de la Superstición, para Houdini, pero la muerte de este en octubre de 1926 truncó el proyecto. (Las notas y los fragmentos supervivientes fueron publicados en La Hermandad Oscura y Otras Piezas.)
Eddy y Lovecraft realizaban paseos juntos para imaginar escenarios, incluyendo uno a Stone Mill en Newport, Rhode Island; August Derleth más tarde incorporó las notas tomadas por Lovecraft en esta ocasión para escribir Lurker at the Threshold (1945).
Muriel, la esposa de Eddy, le mecanografió muchos manuscritos a Lovecraft y él a menudo leía sus historias a la pareja. Eddy escribió varios relatos que fueron publicados en Weird Tales durante 1924 y 1925. Fueron "El devorador de fantasmas" (un relato de hombres lobo), 1924; "Los amados muertos" (sobre necrofilia), 1924; y "Sordo, Mudo y Ciego", una crónica de satánicas sensaciones, 1925. Lovecraft contribuyó a ellos haciendo algunas sugerencias y quizás revisando algún párrafo. Estos cuentos fueron recogidos en The Loved Dead and Other Tales.
Otras historias de Eddy publicadas en Weird Tales durante 1924 y 1925 fueron "Cenizas" (sobre el experimento de un profesor de química), 1924; "With Weapons of Stone" (una historia de hombres prehistóricos), 1924; "Arhl-a of the Caves" (otro cuento de hombres prehistóricos); y "La Elección Mejor" (sobre una máquina para revivir muertos), 1925. Estos cuentos fueron también incluidos en The Loved Death and Other Tales (Fenham Publishing, Narragansett, RI 2008)

## La Ciénaga Oscura y "Black Noon"
En agosto de 1923, Eddy y Lovecraft buscaron la Ciénaga Oscura, un sitio del cual Lovecraft había oído rumores y del que se decía que estaba "cerca de Putnam Pike, a mitad de camino entre Chepachet, Rhode Island y Putnam, Connecticut."  La leyenda que rodeaba el lugar (que nunca encontraron) parece haber influido en el inicio de la historia de Lovecraft "El color que cayó del cielo" (1927).
La Ciénaga Oscura fue también la base para el cuento inacabado de Eddy "Black Noon" (1967; publicado póstumamente en Exit into Eternity: Tales of the Bizarre and Supernatural). La introducción del volumen explica que Eddy fue incapaz de completar el trabajo debido a la enfermedad, y finalmente muerte en 1967; también que August Derleth pretendía acabar este trabajo, y quizás expandirlo hasta una novela larga, pero quedó también inacabado debido al fallecimiento de Derleth en 1971. El protagonista del relato es un empresario fumador llamado Biff Briggs (inspirado en el propio Eddy -'Biff' en vez de 'Cliff') quién lee revistas pulp en su tiempo libre. Después de descubrir el trabajo de un magnífico escritor de terror llamado Robert Otis Mather (una versión ficticia apenas velada del propio H.P. Lovecraft), en la nueva revista pulp Uncanny Stories encuentra que vive en la misma ciudad, así que Briggs le visita y se hace su amigo frecuentando la casa de Mather en 31 Spring Lane, Fenham. (Esta ciudad ficticia fue inventada por Eddy y aparece en "Los amados muertos" (1923) y "Sordo, Mudo y Ciego" (1924). Mather (conocido como Rom, por sus iniciales), es en parte cuidado por su tía, Agatha Sessions. Mather escribe una trilogía de novelas que parecen habérsele ocurrido casi por posesión demoníaca. En verano, Rom quiere investigar una ciudad llamada Granville, la cual es destacada por tener numerosas casas encantadas, y llama a Briggs para que le lleve. Durante dos semanas mantienen vigilias nocturnas a la espera de manifestaciones sobrenaturales; mientras ningún fantasma aparece, la vida de Rom casi termina en varias ocasiones debido a accidentes poco naturales.
Hay una carta publicada por Eddy sobre su relación con Lovecraft.

### Carrera más tardía
Eddy también fue agente teatral durante veinticinco años, promocionando espectáculos que presentaban a muchos famosos intérpretes y artistas de vodevil de principios del siglo XX. En años posteriores, fue corrector de pruebas para Oxford Press, empleado principal en la oficina de administración empresarial del Ministerio de Salud Pública de Rhode Island, secretario tesorero de la Asociación de Agentes de Reservas Teatrales de Rhode Island, y presidente (1954–1956) y tesorero (1962–1967) del Gremio de Escritores de Rhode Island. Murió el 21 de noviembre de 1967, a los 71 años, y está enterrado en Swan Point Cemetery.

## Muriel E. Eddy
La esposa de Eddy, Muriel E(lizabeth)(Gammons) Eddy (1896–1978) nació en Taunton, Massachusetts y se crio en Attleboro Falls, Massachusetts; Redlands, California; y en el Horace Mann School en San Jose, California. Sus primeros años los vivió en California antes de regresar a Nueva Inglaterra y residir el resto de su vida en Rhode Island, principalmente en Providence. Se casó con Clifford Eddy en 1918 después de mantener una correspondencia que se desarrolló debido a su interés común en la escritura creativa. Ambos continuaron sus carreras de escritores después del matrimonio y tuvieron tres hijos (Clifford Myron, Fay Audrey y Ruth Muriel).
Muriel E. Eddy escribió numerosas memorias de H.P. Lovecraft, como su pieza de 1945 "Howard Phillips Lovecraft" en Rhode Island on Lovecraft.
Esas memorias incluyen cartas que publicaron en The Providence Journal en 1944, 1948, y 1958, y en Magazine of Horror (mayo de 1970), así como piezas no recogidas como "Memorias de H.P.L." (Horror Magazine 2, No 6 (Invierno de 1965-66) y "Lovecraft Matrimonio y Divorcio" (Haunted 1, No 3 (junio de 1968). El ensayo tardío "H.P. Lovecraft among the Demons" (The Rhode Islander (el suplemento dominical de Providence Sunday Journal Magazine) 8 de marzo de 1970) han sido reimpresos en Fenham Publishing en su obra The Gentleman from Angell Street (véase abajo).
Algunas de las memorias de Muriel fueron impresas en forma privada en Providence como folletos, incluyendo The Howard Phillips Lovecraft We Knew (sin fecha pero publicado con anterioridad a 1969); H.P. Lovecraft Esquire: Gentleman (sin fecha); el sustancial The Gentleman from Angell Street (con Clifford M. Eddy; una expansión de su ensayo Rhode Island on Lovecraft) (1961, 1977), también reimpreso por Fenham Publishing (véase abajo) y en Lovecraft Remembered); y Howard Phillips Lovecraft: The Man and the Image ([Providence]: Muriel E. Eddy (Studio Guild Press, 1969). The Gentleman from Angell Street es la más significativamente larga de las memorias de Muriel Eddy dedicadas a Lovecraft.
Las madres de Lovecraft y de Eddy (La señora Grace Eddy) se hicieron amigas al conocerse en una reunión sobre el sufragio femenino, y descubrieron entonces que sus hijos eran ambos entusiastas de la ficción extraña. Lovecraft y los Eddy se cartearon extensamente hasta que Susie, la madre de Lovecraft, ingresó al hospital en la primavera de 1919. Lovecraft envió a la United Amateur Press Asociation una carta de recomendación a favor de Eddy el 21 de septiembre de 1918.
Aparte de su trabajo sobre Lovecraft, la señora Eddy escribió en muchos géneros incluyendo romántica, ocultismo, biografía y poesía. Sus historias aparecieron en varias revistas, incluyendo numerosas ocasiones en The Tryout entre 1918 y 1925, así como historias en Complete Novel, Scarlet Adventuress, y Personal Adventure Stories. Tenía cartas publicadas Weird Tales, Strange Stories, Strange Tales, Thrilling Wonder Stories, Oriental Stories y Golden Fleece: Part 5. Una carta que sirvió como obituario para su marido fue publicada en Magazine of Horror (julio de 1968).
Ejerció también como presidenta del Gremio de Escritores de Rhode Island durante más de veinte años, y enseñó escritura creativa. Fue una ávida escritora de cartas, a veces escribiendo y enviando hasta diez cartas en un día. Algunos de sus muchos corresponsales incluían a H.P. Lovecraft, August Derleth, L. Sprague de Camp, Sonia Greene, Joseph Payne Brennan, Robert Bloch, y Princess Red Wing. Murió a los 82 años el 30 de enero de 1978, y está enterrada en Swan Point Cemetery.

## Ruth M. Eddy (1921–2009)
De los tres hijos de los Eddy, Ruth, quién recordaba ver a Lovecraft de niña, escribió una breve memoria sobre él, "El Hombre que vino a medianoche" (Fantasy Commentator 3, 3 (finales del verano de 1949)), la cual ha sido reimprimida por Fenham Publishing en The Gentleman from Angell Street.
Ruth Muriel Eddy nació en 1921. Se graduó en el Central High School en Providence, Rhode Island, en 1939, donde fue editora del anuario Black & Gold. Recibió el D.A.R. Good Citizenship Award y el Campbell Trophy for Scholastic excellence and leadership. Fue alumna de la clase del '47 del Eastern Nazarene College y de la Oriental Nazarene University en 1943.
Fue correctora de pruebas para Oxford Press, mecanógrafa de redacción en The Providence Journal, y escritora de relaciones públicas para WJAR-TV. En 1950, fundó el Gremio de Escritores de Rhode Island sirviendo en diversas funciones como presidenta, vicepresidenta y secretaria. Aun así, Ruth era principalmente poeta; sus colecciones incluyen Impression of the Terminal, Poems for Christian Youth y Stardust, Silver and Gold (Oxford Press, Providence, 1949).
Sirvió como presidenta del Capítulo de Rhode Island de Mujeres Estadounidenses en Radiotelevisión, era miembro del Consejo Nacional sobre el Envejecimiento, y apareció en Who's Who in American Women. En 1966, recibió un diploma de la Brown University.
Ambas, Ruth y su madre Muriel, tuvieron poemas en la antología Omniumgathum, editada por Jonathan Bacon y Steve Troyanovich (Stygian Isle Press, 1976).
Ruth M. Bell (Eddy) murió el jueves, 21 de mayo de 2009, en St. Elizabeth Home, East Greenwich, Rhode Island. Fue enterrada en Swan Point Cemetery.
Ruth también escribió un puñado de historias de terror, y como su padre, escribió canciones musicales.

## Fenham Publishing
El nieto de Eddy, Jim Dyer (hijo de la hija de Eddy) fundó Fenham Publishing en Narragansett, Rhode Island, en 2000 para publicar los trabajos de sus abuelos Clifford M. y Muriel E. Eddy.

## Otras lecturas
- Popkins, George. "He Wrote of the Supernatural". Providence Evening Bulletin (Nov 25, 1963), 37.